# 東雲駅 (東京都)
東雲駅（しののめえき）は、東京都江東区東雲二丁目にある、東京臨海高速鉄道（TWR）りんかい線の駅である。駅番号はR 02。
当初は建設計画がなかったが、江東区の請願駅として開業している。

## 歴史
- 1993年（平成5年）3月31日：運輸省が駅設置を認可[5]。
- 1996年（平成8年）3月30日：新木場駅 - 東京テレポート駅間の開業と同時に、臨海副都心線の駅として開業[1][2]。
- 2000年（平成12年）9月1日：路線名称変更により、りんかい線の駅となる[6]。
- 2002年（平成14年）12月1日：ICカード「Suica」の利用が可能となる[7]。

## 駅構造
相対式ホーム2面2線を有する高架駅。りんかい線の多くが地下駅となっているが、当駅は大崎駅、新木場駅とともに数少ない地上部にある駅である。また、相対式ホームもりんかい線では当駅が唯一である。これはすでに旧・日本国有鉄道（国鉄）京葉貨物線として計画され、ほぼ完成していた複線用の高架橋を生かしたまま駅を後付けするかたちで建設したためである。

### のりば
| 番線 | 路線       | 方向 | 行先 | 行先                                  |
| ---- | ---------- | ---- | ---- | ------------------------------------- |
| 1    | りんかい線 | 下り |      | 大崎・ 埼京線（渋谷・新宿・池袋）方面 |
| 2    | りんかい線 | 上り |      | 新木場方面                            |

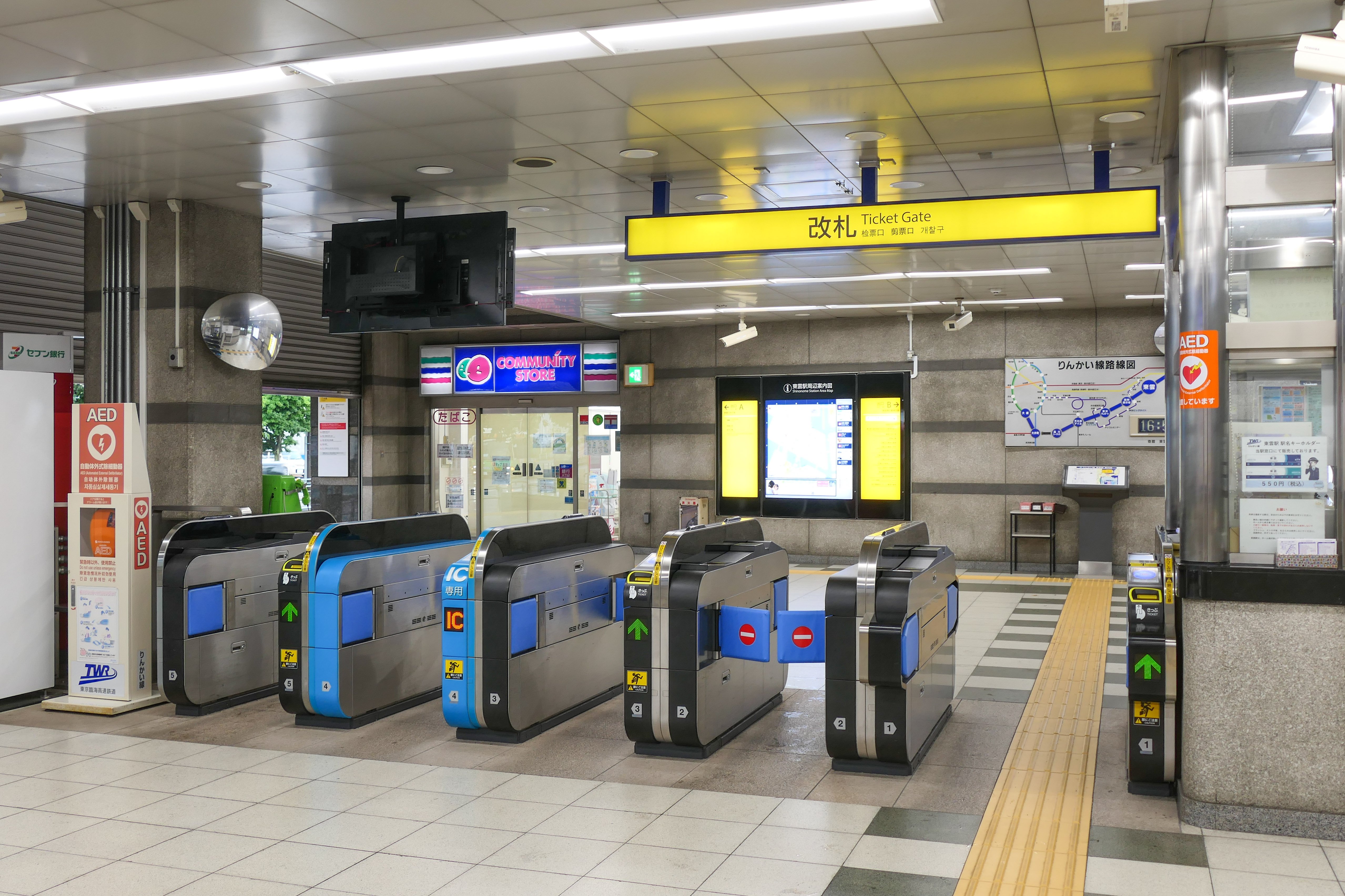
改札口（2021年7月）
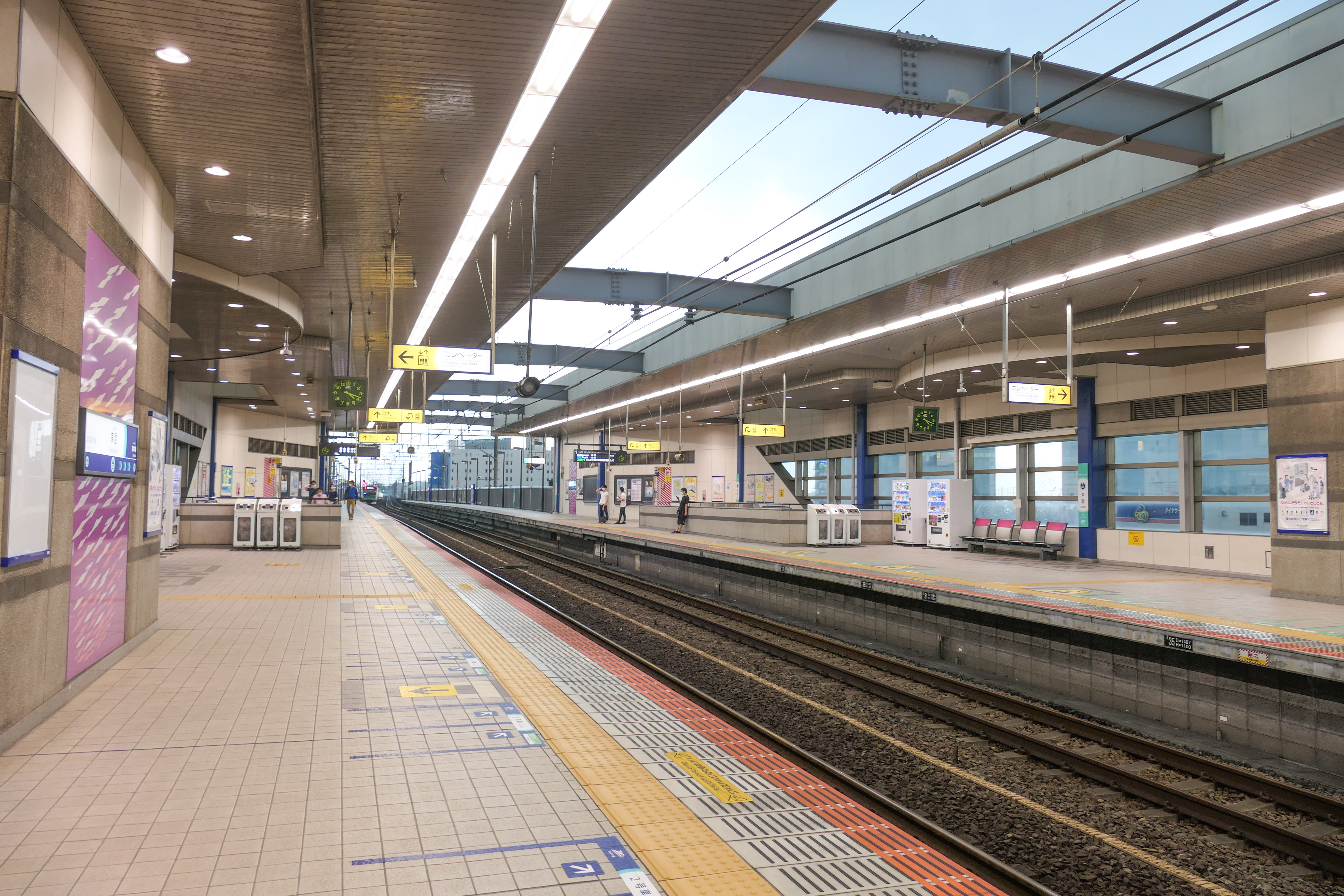
ホーム（2021年7月）

## 利用状況
2023年度の1日平均乗車人員は7,062人である。りんかい線内8駅中最下位だが、1996年の開業より2019年まで利用客が毎年増加してきた。
開業以来の1日平均乗車人員推移は下表のとおり。
| 年度               | 1日平均 乗車人員 | 出典     |
| ------------------ | ---------------- | -------- |
| 1996年（平成08年） | 808              | [ * 1 ]  |
| 1997年（平成09年） | 1,082            | [ * 2 ]  |
| 1998年（平成10年） | 1,118            | [ * 3 ]  |
| 1999年（平成11年） | 1,175            | [ * 4 ]  |
| 2000年（平成12年） | 1,192            | [ * 5 ]  |
| 2001年（平成13年） | 1,496            | [ * 6 ]  |
| 2002年（平成14年） | 1,901            | [ * 7 ]  |
| 2003年（平成15年） | 2,749            | [ * 8 ]  |
| 2004年（平成16年） | 2,970            | [ * 9 ]  |
| 2005年（平成17年） | 3,468            | [ * 10 ] |
| 2006年（平成18年） | 4,203            | [ * 11 ] |
| 2007年（平成19年） | 4,374            | [ * 12 ] |
| 2008年（平成20年） | 4,822            | [ * 13 ] |
| 2009年（平成21年） | 5,178            | [ * 14 ] |
| 2010年（平成22年） | 5,268            | [ * 15 ] |
| 2011年（平成23年） | 5,352            | [ * 16 ] |
| 2012年（平成24年） | 5,793            | [ * 17 ] |
| 2013年（平成25年） | 6,335            | [ * 18 ] |
| 2014年（平成26年） | 6,449            | [ * 19 ] |
| 2015年（平成27年） | 6,541            | [ * 20 ] |
| 2016年（平成28年） | 6,590            | [ * 21 ] |
| 2017年（平成29年） | 6,856            | [ * 22 ] |
| 2018年（平成30年） | 7,209            | [ * 23 ] |
| 2019年（令和元年） | 7,313            | [ * 24 ] |
| 2020年（令和02年） | 5,487            |          |
| 2021年（令和03年） | 6,165            |          |
| 2022年（令和04年） | 6,622            |          |
| 2023年（令和05年） | 7,062            |          |

## 駅周辺
東雲は東京港埋立11号地に作られた新しい街である。かつて、周りは見渡す限りの工業団地・物流基地であった。その後国道357号北側の開発が進み、大型ショッピングセンターや商業施設が開業した。2005年以降は超高層マンションなども多数建設され、住民が急増している。
- 都営バス深川営業所（深川車庫）
- 都営バス有明営業所（有明車庫）
- 東北急行バス東京営業所（東雲車庫）
- 京成バス東雲車庫 - 徒歩10分、千葉方面への高速バス発着地となっている。
- 平和交通東京営業所
- 東雲鉄鋼団地
- 江東東雲郵便局
- 東雲図書館
- 東雲水辺公園
- 辰巳桜橋 - 東雲水辺公園と辰巳駅西口を結ぶ辰巳運河にかかる歩行者専用橋
- スーパーオートバックスTOKYOベイ東雲店
- 東京メトロ有楽町線 辰巳駅
- 東雲キャナルコート
  - 東雲キャナルコートCODAN
  - イオン東雲ショッピングセンター
- 東武ストア
- かえつ有明中学校・高等学校
- 有明教育芸術短期大学
- 国道357号
- 首都高速湾岸線
- 東京有明医療大学
- オーケー 東雲店（2024年4月17日オープン）

## バス路線
駅前から発着するのは都営バス（東京都交通局）のみであるが、近隣にある東北急行バス・京成バスの営業所（車庫）から高速バス路線が発着する。高速バス路線はいずれも東京駅発着便が車庫との回送区間を営業運行しているものである。

### 都営バス
駅前ロータリーに東雲駅前停留所が設けられている。都営バスの以下の路線が乗り入れる。
- 1番乗り場
  - 門19：門前仲町行
  - 東15乙：東京駅八重洲口行 ※平日朝1本のみ
- 2番乗り場
  - 錦13乙：錦糸町駅前行
- 3番乗り場
  - 門19甲・門19乙・錦13乙：深川車庫前行
  - 門19甲：東京ビッグサイト行

東雲駅北側にある深川車庫前停留所にも近い。

### 東北急行バス
東雲駅北西側にある。停留所名は東北急行東京営業所。ただし同地より発着する関越交通では東雲車庫と呼称している。
- きまっし号：富山駅北口・金沢駅前・北観佐奇森車庫行き （東北急行バス・北日本観光自動車）
- フライングライナー号：京都駅八条口・大阪駅前（東梅田）・近鉄なんば駅西口（OCATビル）・あべの橋・藤井寺駅行き （東北急行バス・近鉄バス）
- フライングスニーカー号：京都駅八条口・大阪駅前（東梅田）・近鉄なんば駅西口（OCATビル）・あべの橋・USJ行き （東北急行バス・近鉄バス）
- ままかりライナー：岡山駅西口・倉敷駅北口行き （東北急行バス・両備バス）
- 四万温泉号：四万温泉行き（関越交通）
- 上州湯けむりライナー 伊香保・四万温泉号（季節運行）：伊香保温泉・四万温泉行き（関越交通）

### 京成バス
東雲駅から北に徒歩約10分の場所にある。停留所名は東雲車庫。
- マイタウン・ダイレクトバス
  - 千葉北ルート【ちばきたライナー】（京成バス）
  - ユーカリが丘ルート（千葉内陸バス・ちばグリーンバス）
  - 千城台ルート（京成バス）
- 東京 - 木更津線（京成バス・日東交通）
  - 木更津金田バスターミナル・木更津駅西口・イオンモール木更津・君津製鐵所行き
- 東京 - 君津線（京成バス・日東交通）
  - 木更津金田バスターミナル・君津バスターミナル・君津駅南口・青堀駅・イオンモール富津行き
- 東京 - 白子線（小湊鉄道）
  - 大網駅・白子中里行き
- 東京 - 鴨川線【アクシー号】（京成バス・日東交通）
  - 安房鴨川駅・亀田病院行き（特急・1往復のみ発着）

## その他
当駅はテレビコマーシャル撮影で多く使われている。
- サントリーフーズ・ボス（「ボス電」編）
- KDDI・au（最後のメール編）
- 日本経済新聞（別れた理由編）
- ビオフェルミン製薬・新ビオフェルミンS錠
- NTTドコモ（携帯マナー・電車編）
- 住友生命（「夢」篇）
- 日本コカ・コーラ・ジョージアエメラルドマウンテンブレンド（駅篇）
- プライム（企業CM）
- ユニクロ・AIRism（ユーザー実感データ篇）

## 隣の駅
東京臨海高速鉄道
 りんかい線
■通勤快速・■快速・■各駅停車（いずれもりんかい線内は各駅に停車） 
新木場駅 (R 01) - 東雲駅 (R 02) - 国際展示場駅 (R 03)

### 記事本文

### 利用状況
私鉄の1日平均利用客数
1. ↑  よくあるご質問｜お問い合わせ｜お台場電車 りんかい線 （ページ上段）

私鉄の統計データ
1. ↑  東京都統計年鑑 - 東京都
2. ↑  江東区データブック - 江東区

東京都統計年鑑
1. ↑  東京都統計年鑑（平成8年）
2. ↑  東京都統計年鑑（平成9年）
3. ↑  東京都統計年鑑（平成10年） (PDF)
4. ↑  東京都統計年鑑（平成11年） (PDF)
5. ↑  東京都統計年鑑（平成12年）
6. ↑  東京都統計年鑑（平成13年）
7. ↑  東京都統計年鑑（平成14年）
8. ↑  東京都統計年鑑（平成15年）
9. ↑  東京都統計年鑑（平成16年）
10. ↑  東京都統計年鑑（平成17年）
11. ↑  東京都統計年鑑（平成18年）
12. ↑  東京都統計年鑑（平成19年）
13. ↑  東京都統計年鑑（平成20年）
14. ↑  東京都統計年鑑（平成21年）
15. ↑  東京都統計年鑑（平成22年）
16. ↑  東京都統計年鑑（平成23年）
17. ↑  東京都統計年鑑（平成24年）
18. ↑  東京都統計年鑑（平成25年）
19. ↑  東京都統計年鑑（平成26年）
20. ↑  東京都統計年鑑（平成27年）
21. ↑  東京都統計年鑑（平成28年）
22. ↑  東京都統計年鑑（平成29年）
23. ↑  東京都統計年鑑（平成30年）
24. ↑  東京都統計年鑑（平成31年・令和元年）